# UE级潜艇
UE级潜艇（德語：U-Boot-Klasse UE）是德意志帝国海军在第一次世界大战期间建造、可携带水雷进行布设的20艘远洋潜艇或称U艇所使用的艇级。它被分为UE-I和UE-II两个亚型，其中UE-I型建于1915－1916年，用于装备U-71至U-80号潜艇；UB-II型建于1917－1918年，用于装备U-117至U-126号潜艇。

## UE-I型
UE-I型是德国第一款为水雷配备干式贮存舱的潜艇。第一次世界大战爆发后，由于既有的UC-I型布雷潜艇仅设计用于近海作战，海军潜艇局（U-Boot-Inspektion）遂于1914年底开始开发新的布雷潜艇UE级。它应该具有更长的续航里程，重量在600至700吨之间，并携带可在舱内干式贮存且可供船员接触的34枚水雷。当局同样注重这种艇型的工期能得到尽可能缩短。出于此目的，船厂迅速采购了原计划作为发电机传动装置装备至巴伐利亚级战列舰萨克森号和符腾堡号的450匹馬力（340千瓦特）柴油发动机——尽管它们对于潜艇的重量而言仍然不足。此外，该艇型还被要求采用单壳体结构。
同型的前四艘艇由德意志帝国海军分别于1915年1月6日向汉堡伏尔铿船厂（U-71与U-72号）和1月9日向但泽帝国船厂（U-73号与U-74号）订购。它们是带有鞍形水柜（二战期间的VII级与之类似）的单壳体潜艇，排水量约为800吨。在艇艉有两条用于水雷的弹射管，从而形成了一个大型的水雷贮存舱。为此，轮机舱改设至艇舯部，其前方为司令塔下方的大本营。艇体的前三分之一则由船员的宿营舱及其下方的蓄电舱组成。由于柴油发动机的功率较弱，这些潜艇的航速也相应较慢，并且头重脚轻。这也导致潜艇在波涛汹涌的海上会被水面频繁地从下斜切。船员们因此会将同型的艇只谑称为“苦恼的孩子”（Kummerkinder）。
艇只在左舷艏部和右舷艉部分别装备了一具鱼雷发射管。两具管道都位于耐压壳体外侧，因此只有在潜艇浮出水面时才能进行操纵和装填。它们仅可用于自卫。在司令塔后方的艉部甲板上则装备有一门88毫米30倍径速射炮用于水面作战，部分同级艇其后又替换为威力更大的105毫米45倍径速射炮。整体而言，UE-1型潜艇可携带34枚水雷和总共4枚500毫米鱼雷。1915年2月27日，海军又向汉堡伏尔铿船厂订购了6艘同型艇（U-75至U-80号）。

## UE-II型
UE-II型在德意志帝国海军内部通常被称为“大型布雷潜艇”（Großes Minen-Uboot）。1916年春天，海军潜艇局启动了包括UE-II型在内的大量新潜艇开发，这主要有两个原因。久经考验的UC-I型在续航里程和布雷能力方面的不足使之难以执行更多的作战任务，而UE-I型则在适航性和速度方面存在重大缺陷。此外，两者也被证明了极易发生故障。结果，军方基于舰队潜艇Ms型的U-115至U-116号开发了双壳体布雷艇。其艏部结构几乎是完全照搬了U-115至U-116号的设计。在艉部，耐压壳体必须设计为椭圆形，以容纳大型水雷贮存舱。与UE-I型类似，水雷在此处也是通过两条弹射管向后弹出。而通过耐压装载舱，UE-II型在甲板上还可额外携带30枚水雷或10枚鱼雷。此外，这些艇只还配备了四具鱼雷发射管和一门150毫米45倍径速射炮（U-123号除外，它配备的是105毫米潜艇高射炮）。海军于1916年5月27日订购了十艘UE-II型潜艇，其中汉堡伏尔铿船厂（U-117至U121号）和布洛姆-福斯船厂（U-122至U126号）各获得五艘订单。

## 脚注
1. ↑  Herzog，第120頁.
2. ↑  Helgason, Guðmundur. . German and Austrian U-boats of World War I - Kaiserliche Marine - Uboat.net.   [2010-01-24].
3. ↑  Herzog，第123頁.
4. ↑  Herzog，第136頁.
5. ↑  Rössler.
6. ↑  Helgason, Guðmundur. . German and Austrian U-boats of World War I - Kaiserliche Marine - Uboat.net.   [2010-01-24].